# Мечеть Абдулла Кучкор
Мечеть Абдулла Кучкор — памятник культурного наследия, расположенный в историческом центре Бухары (Узбекистан). Входит в национальный перечень объектов недвижимого имущества материального и культурного наследия Узбекистана — находится под охраной государства.
Построена в 1744 году в одноимённом квартале. В настоящее время находится в заброшенном состоянии и нуждается в капитальной реставрации.